# Herrenberg

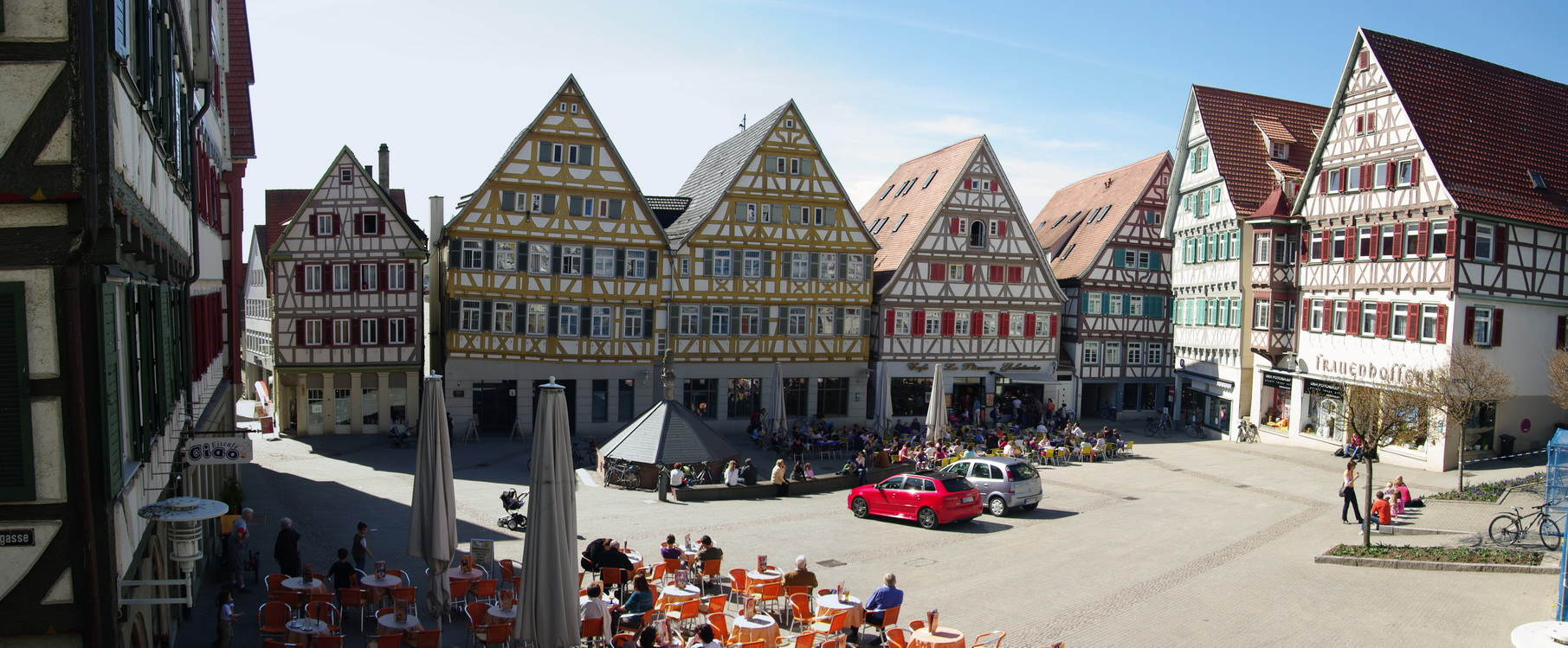
Plaza del Mercado (Marktplatz)

Herrenberg (pronunciación en alemán: /ˈhɛʁənˌbɛʁk/ⓘ) es una ciudad de Alemania situada en el distrito de Böblingen, en el estado federado de Baden-Wurtemberg. Tiene una población estimada, a fines de 2023, de 32 961 habitantes.

## Historia
La ciudad fue fundada en el siglo XIII mediante la fusión de dos pueblos llamados Mühlhausen y Raistingen. Pertenecía al condado palatino de Tubinga hasta que en 1382 fue incorporada a Wurtemberg. En 1592 nació aquí Wilhelm Schickard, matemático que construyó la primera calculadora automática.
Herrenberg se unió a la red de ferrocarril en 1879, lo que permitió su desarrollo industrial. En la segunda mitad del siglo XX aumentó notablemente su población, por un lado al extenderse hasta aquí las afueras del área metropolitana de Stuttgart y por otro lado al incorporarse al territorio de la ciudad entre 1965 y 1975 los antiguos municipios de Affstätt, Haslach, Kayh, Kuppingen, Mönchberg, Oberjesingen y Gültstein.
Se ubica en el límite occidental del espacio natural del Schönbuch, unos 10 km al suroeste de la capital distrital, Böblingen, junto a la autovía A81.